# Ai no kusabi: Miłość na uwięzi
Ai no kusabi: Miłość na uwięzi (jap. 間の楔 Ai no kusabi) – powieść japońskiej pisarki Rieko Yoshihary, w 1992 roku zaadaptowana na dwuczęściowe OVA. Powieść i anime zawierają elementy science-fiction, shōnen-ai i dramatu. Ai no kusabi uważane jest za jeden z klasyków gatunku yaoi.

## Historia
Powieść Yoshihary po raz pierwszy pojawiła się w formie odcinkowej, publikowano ją w japońskim magazynie shōnen-ai Shousetsu June w latach 1986–1987. W roku 1990 tekst został nieznacznie poprawiony przez autorkę i wydany w formie książkowej.
Jakiś czas później na podstawie książki nakręcono słuchowisko Dark Erogenous, nie była to jednak adaptacja historii opowiedzianej w powieści: skupia się ona na okresie, który w powieści został tylko pobieżnie opisany (trzy pierwsze lata, które Riki spędził z Iasonem). W maju 1992 roku premierę miała pierwsza część animowanej adaptacji powieści, wyreżyserowana przez Akirę Nishimoriego. W sierpniu 1994 wypuszczono część drugą (reż. Katsuhito Akiyama).
W 2003 roku wydawnictwo Saisha wydało książkę w języku polskim. Było to pierwsze na świecie oficjalne tłumaczenie Ai no kusabi z języka japońskiego, polscy czytelnicy uskarżają się jednak na jakość tłumaczenia.
Od 2001 wydawana jest trzecia edycja powieści, po raz kolejny zmieniona przez autorkę. Każdy z sześciu rozdziałów wychodzi jako oddzielna książeczka. Kolejne tomy ukazują się w mniej więcej rocznych odstępach, dotychczas wydano pięć rozdziałów. Już dziś chodzą słuchy o czwartej edycji, ponieważ jakoby Yoshihara nie jest zadowolona z trzeciej.
Na rok 2009 zapowiedziano kolejną animowaną adaptację powieści. Reżyserem anime po raz kolejny został Katsuhito Akiyama, zaś scenariusz napisała Rieko Yoshihara, nadzorująca również prace nad ekranizacją. Seria ma liczyć trzynaście odcinków. Premierę anime przeniesiono na 18 stycznia 2012.

## Szczegóły świata
Warto zaznaczyć, że bohaterowie powieści nie są gejami rozumianymi jako mniejszość społeczna. Niemal całe społeczeństwo w świecie Yoshihary jest homoseksualne, ponieważ stanowią je niemal w całości mężczyźni. W ten prosty sposób autorka usprawiedliwia całe powieściowe yaoi, nie obciążając przy tym bohaterów.
Akcja powieści rozgrywa się w dalekiej przyszłości na jednej ze skolonizowanych przez ludzi planet – Amoi. Głównym miastem Amoi – Tanagurą – zarządza superkomputer o nazwie Jupiter. Społeczeństwo Tanagury (czy reszty Amoi też, nie jest jasno powiedziane) jest zorganizowane w kasty ściśle kontrolowane pod względem czystości krwi, z tego też powodu rozmnażanie drogą naturalną praktycznie już tam nie istnieje. Odsetek kobiet jest tak niewielki właśnie dlatego, by zapobiec ewentualnym nieprzewidzianym „wypadkom” – po prostu nie dopuszcza się do ich narodzin (lub raczej dopuszcza się w niewielkim procencie; na jakich zasadach, nie jest wyjaśnione).
Elita dzieli się według koloru włosów na bardziej i mniej uprzywilejowaną. Najwyższą pozycję mają blondyni (Blondies), najniższą osoby o czarnych włosach.
Klasa średnia to mieszkańcy satelitarnego miasta Tanagury – Midas – ale i o nich niewiele jest powiedziane. W Midas istnieje jedno jedyne miejsce, w którym ludzie wciąż rozmnażają się naturalnie. To Ceres, tak zwane slumsy, których mieszkańcy zwani są pogardliwie mieszańcami (mongrels) i przez klasę średnią i elitę traktowani jako najgorszy ludzki odpad.
Wśród wyższych klas Tanagury powszechne jest trzymanie ludzkich zabaweczek (zwierzątek, maskotek, pieszczochów; odpowiednik angielskiego pets). Są to jednostki wychowywane i szkolone przez specjalizujące się w tym instytucje, z których najbardziej ekskluzywną jest Akademia. Ponieważ wśród elity wyjątkowo źle widziane jest osobiste angażowanie się w zachowania seksualne, zabaweczki zabawiają swoich właścicieli uprawiając seks między sobą na ich oczach.
Oprócz zabaweczek członkowie elity trzymają też meble – są to młodzi chłopcy ze slumsów, którzy zajmują się utrzymywaniem porządku w domach swoich panów oraz opieką nad zabaweczkami. I – niczym strażnicy w dawnych haremach – wszyscy są wykastrowani.
W tym dziwacznym świecie rodzi się zakazana miłość. Iason Mink – członek elity, osobisty faworyt Jupitera – zakochuje się w swojej zabaweczce, Rikim. Riki nie wywodzi się z Akademii ani też żadnego z instytutów, jest mieszańcem ze slumsów. Iason, angażując się w zakazany związek, łamie niemal wszystkie zasady rządzące społeczeństwem Tanagury.
Jest to jednak dopiero początek dramatycznych wydarzeń przedstawionych w powieści i w anime.